# Beania challengeri
Beania challengeri är en mossdjursart som beskrevs av Roxanne Irene Hastings 1943. Beania challengeri ingår i släktet Beania och familjen Beaniidae. Inga underarter finns listade i Catalogue of Life.